# Coccygidium amplarga
Coccygidium amplarga är en stekelart som först beskrevs av Gupta och Bhat 1972.  Coccygidium amplarga ingår i släktet Coccygidium och familjen bracksteklar. Inga underarter finns listade i Catalogue of Life.